# シビルの部屋
『シビルの部屋』（Néa）は、1976年のフランス映画である。監督はネリー・カプラン、出演はアン・ザカリアスやサミー・フレイなど。

## ストーリー
ある日、女子高生のシビルはほんの好奇心から、本屋で万引きをしたところ、店主のアレックスに見つかってしまう。
その際、彼女はマルキ・ド・サドより上手な小説が書けると発言したことがアレックスの興味を引き、後日彼から小説を書くことを進められる。
かくして、作者名を伏せたうえで出版する契約が双方で結ばれるも、アレックスは性経験がなかったため、従弟のラファエルに男性器を見せてもらう。
その後、アレックスと相談し、彼女は彼の山荘に泊まる。そして、書き上げた『ネア』という小説はベストセラーとなったものの、彼女はアレックスが他の女と親しくしているのを見る。そして、彼女はラファエルを言いくるめて精液を採取し、アレックスを誘惑して彼のガウンにそれを撒く。そこへ、シビルの両親が帰宅して情事を目の当たりにし、のちにアレックスは強姦罪で訴えられる。

## キャスト
| 役名         | 俳優                     | 日本語吹替                    | 日本語吹替                     |
| 役名         | 俳優                     | 日本テレビ版                  | テレビ東京版                   |
| ------------ | ------------------------ | ----------------------------- | ------------------------------ |
| シビル       | アン・ザカリアス         | 玉川砂記子                    | 冨永みーな                     |
| アクセル     | サミー・フレイ           |                               | 西沢利明                       |
| エレーヌ     | ミシュリーヌ・プレール   |                               | 小沢寿美恵                     |
| フィリップ   | ハインツ・ベネント       |                               | 北村弘一                       |
| ジュディス   | フランソワーズ・ブリオン |                               | 火野捷子                       |
| アンナ       | イングリット・カーフェン |                               | 大橋芳枝                       |
| ラファエル   | マルタン・プロヴォ       |                               | 松田辰也                       |
| テレビ解説者 | クロード・マコフスキー   |                               | 平林尚三                       |
| 判事         | ミシェル・ヴィアラ       |                               | 峰恵研                         |
| ベニート     | ロベルト・フライターク   |                               | 広瀬正志                       |
| フローレンス | シャンタル・ブロナー     |                               |                                |
| その他       | N/A                      |                               | 長島亮子 鈴木れい子            |
|              |                          |                               |                                |
| 演出         | 演出                     |                               | 水本完                         |
| 翻訳         | 翻訳                     |                               | 柴田香代子                     |
| 効果         | 効果                     |                               | 南部光庸                       |
| 調整         | 調整                     |                               | 村田弘之                       |
| 制作         | 制作                     |                               | ザック・プロモーション         |
| 解説         | 解説                     |                               | 河野基比古                     |
| 初回放送     | 初回放送                 | 1982年7月3日 『土曜映画劇場』 | 1983年1月20日 『木曜洋画劇場』 |

## スタッフ
- 監督：ネリー・カプラン
- 製作：イヴォン・グエゼル、アンドレ・ジェノヴェ
- 原作：エマニエル・アルサン
- 脚本：ネリー・カプラン、ジャン・シャポー
- 撮影：アンドレア・ウィンディング
- 音楽：ミシェル・マーニュ